# آب‌نبات سیب
آب نبات سیب که در خارج از آمریکای شمالی با نام تافی سیب هم شناخته شده‌است سیبی است که در پوششی از تافی سخت، یا آب نبات شکر قرار گرفته‌است و چوبی را در وسط آن به عنوان دسته قرار داده‌اند. این آب نبات‌ها به عنوان خوراکی در فرهنگ غرب در نیمکره شمالی در فستیوالهای پاییزی مثل هالووین و شب آتش مرسوم هستند چون این جشنها با زمان سالانه چیدن سیب همزمان است.

## مواد لازم و روش پخت
آب نبات سیب با پوشاندن سیب در لایه‌ای از شکر که تا مرحله تجزیه شدن گرم شده‌است، ساخته می‌شود. مرسوم‌ترین پوشش شکر از شکر سفید یا قهوه‌ای، شربت ذرت، دارچین و رنگ‌های خوراکی قرمز ساخته می‌شوند. هوای مرطوب می‌تواند از سخت شدن شکر جلوگیری کند.

## اشارات فرهنگی

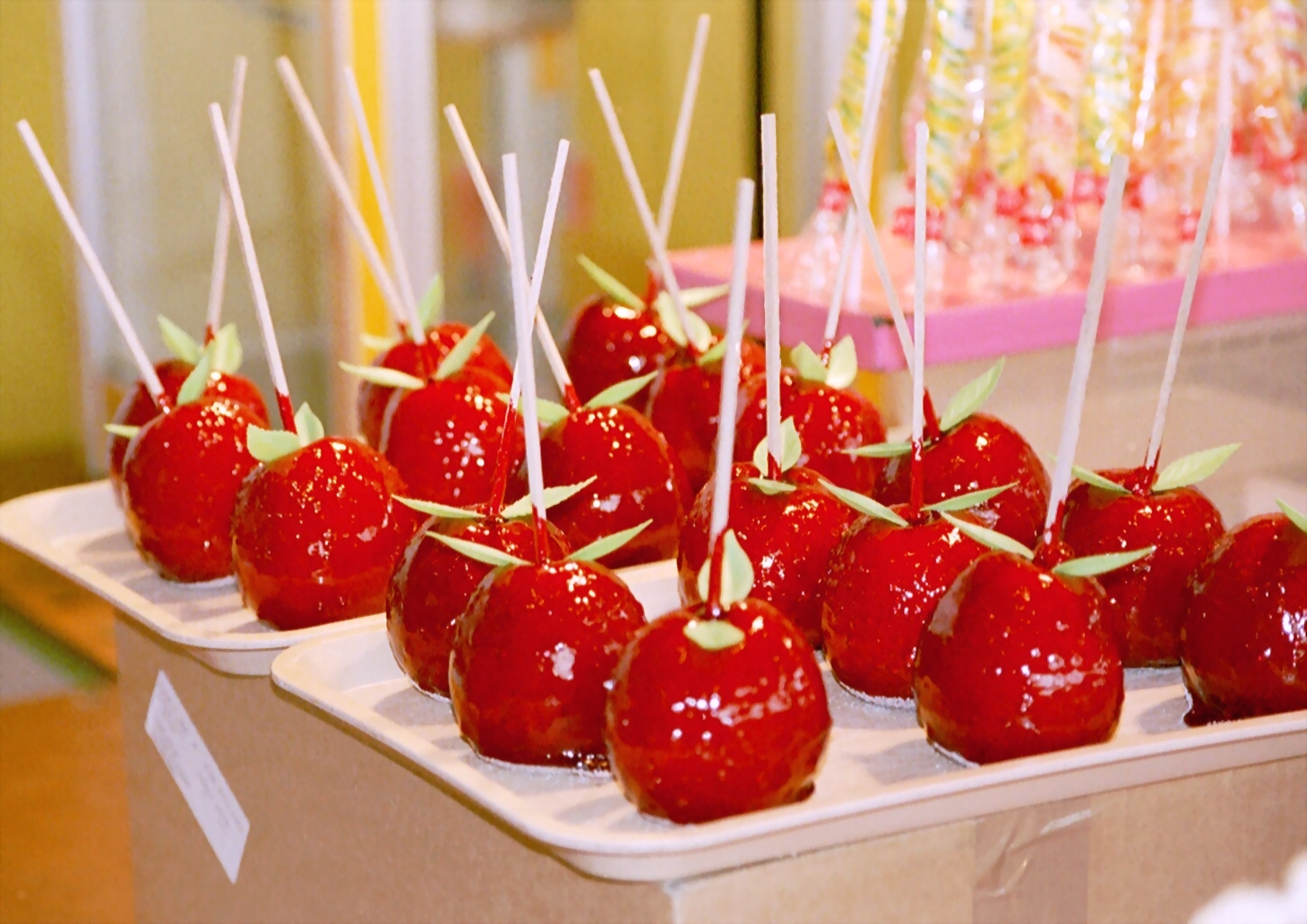

## کتابها
کتابهای کودکان از تافی سیب به عنوان موضوع داستان استفاده کرده‌اند.

## افسانه محلی
در دهه‌های ۱۹۶۰ و ۱۹۷۰ خبرها گزارش دادند که احتمالاً کودکان آب نباتهای سیب که درون آن‌ها سوزن یا تیغ بود دریافت کرده‌اند؛ که در طی هالووین در آمریکا هیجان زیادی تولید کرد. در همین زمان، بیمارستانها برای یافتن اشیاء خارجی موجود در آب نبات سیب آزمایش رایگان با اشعه ایکس را پیشنهادکردند. آن زمان این داستانها با دلیل و مدرک اثبات نگردید و در مقوله افسانه محلی قرار گرفت.